# San Marcos Coajomulco
San Marcos Coajomulco, eller bara San Marcos, är en ort i Mexiko, tillhörande kommunen Jocotitlán i den nordvästra delen av delstaten Mexiko. Orten hade 417 invånare vid folkräkningen 2010.